# Plecoptera violacea
Plecoptera violacea är en fjärilsart som beskrevs av Arnold Pagenstecher 1884. Plecoptera violacea ingår i släktet Plecoptera och familjen nattflyn. Inga underarter finns listade i Catalogue of Life.